# کورمونت (آنه)
کورمونت (به فرانسوی: Courmont) یک کمون در فرانسه است که در ان (ا-دو-فرانس) واقع شده‌است. کورمونت ۹٫۸۶ کیلومتر مربع مساحت دارد ۱۷۳ متر بالاتر از سطح دریا واقع شده‌است.